# Sojuz T-13
Sojuz T-13 (ros. Союз Т-13) – radziecki załogowy lot kosmiczny, stanowiący ósmą ekspedycję na pokład stacji kosmicznej Salut 7. Kontynuując lot bez załogi stacja 7 marca 1985 przestała reagować na sygnały radiowe z Ziemi. W związku z tym 6 czerwca 1985 wysłano do niej Sojuz T-13.
W 2017 nakręcono rosyjski film Salut 7 opowiadający o misji ratunkowej Sojuz T-13.

## Załoga

### Start
- Władimir Dżanibekow (5) – ZSRR
- Wiktor Sawinych (2) – ZSRR

### Rezerwowa
- Leonid Popow (1) – ZSRR
- Aleksandr Aleksandrow (2) – ZSRR

### Lądowanie
- Władimir Dżanibekow (5) – ZSRR
- Gieorgij Grieczko (3) – ZSRR

## Przebieg lotu
Dowódca misji kosmonauta Władimir Dżanibekow nie mógł przypuszczać, że powróci na pokład stacji Salut 7 tak szybko po locie na pokładzie kapsuły Sojuz T-12. Sojuz T-13 był pierwszą kapsułą, która przeprowadziła dokowanie z bezwładną stacją Salut. Kapsułę nieco zmodyfikowano, dodając systemy sterowania w module lądownika dla przeprowadzania manewrów w małej odległości. Załoga Sojuza uratowała stację Salut, cierpiącą z powodu poważnych problemów z panelami słonecznymi.
Próba ratowania stacji okazała się jednym z najefektowniejszych wyczynów w historii napraw na orbicie. Podczas zbliżania do stacji, Władimir Dżanibekow i Wiktor Sawinych spostrzegli, że panele słoneczne ustawione były w przypadkowy sposób, a stacja obracała się wzdłuż własnej osi. Wykorzystując ręczny dalmierz laserowy do oceny odległości oblecieli stację i wykonali inspekcję jej poszycia zewnętrznego, aby upewnić się, że kadłub jest nienaruszony. Po zadokowaniu – po raz pierwszy Sojuz połączył się z nieaktywną stacją – załoga potwierdziła, że systemy elektryczne stacji nie działają. Powietrze wewnątrz było bardzo zimne, lecz zdatne do oddychania. Ściany i urządzenia pokrywał szron. Kosmonauci wchodząc na stację mieli na sobie zimowe ubrania.
Z ośmiu akumulatorów stacji, sześć było rozładowanych, a dwa całkowicie zniszczone. Dżanibekow ustalił, że za problem z ustawieniem paneli słonecznych i w konsekwencji za rozładowanie akumulatorów odpowiada zepsuty czujnik, który stale sygnalizował, że akumulatory stacji są naładowane. Doprowadził w ten sposób do całkowitego ich rozładowania, blokując równocześnie dopływ energii z baterii słonecznych. Gdy kosmonauci przywrócili sprawność systemu energetycznego, odżyły i inne systemy stacji. Salut 7 wznowił kontakt radiowy z Ziemią. Problemy z łącznością uniemożliwiły kontroli naziemnej wcześniejsze rozpoznanie usterki.
Przy pomocy silników Sojuza kosmonauci obrócili stację i rozpoczęli ładowanie baterii. 10 czerwca udało się uruchomić system ogrzewania stacji. 13 czerwca udało się ponownie uruchomić system kontroli orientacji Saluta. Dzięki temu do stacji mógł dokować pojazd Progress, wiozący na pokładzie części zamienne. Woda w zbiornikach stacji roztopiła się 16 czerwca i kosmonauci przenieśli się do pomieszczeń stacji, stając się jej czwartą stałą załogą. Dotychczas mieszkali w swoim statku transportowym. Dżanibekow i Sawinych przyjęli dwa statki towarowe: Progress 24 i Kosmos 1669 (zmodyfikowana wersja Progressa). 2 sierpnia odbyli pięciogodzinny spacer kosmiczny w nowych skafandrach Orłan DM, które dostarczono im w Kosmosie 1669. W czasie tego spaceru założyli dodatkowe baterie słoneczne na ostatniej, najtrudniej dostępnej płaszczyźnie.
Sawinych pozostał w kosmosie przez 169 dni, wracając 21 listopada 1985 na pokładzie kapsuły Sojuz T-14. Dżanibekow wrócił wcześniej (26 września), z Gieorgijem Grieczką, po 110 dniach na stacji. Przed wejściem w atmosferę, Sojuz T-13 spędził około 30 godzin na testach zbliżania i dokowania.